# August Puig
August Puig Bosch (Barcelona, 1 de abril de 1929 - Gerona, 25 de octubre de 1999) fue un pintor y grabador español, del ámbito catalán.
Inicialmente reflejó las influencias del fovismo, del cubismo y de la pintura de Paul Klee, Kandinski y Joan Miró.
Aunque su marcha a París provocó un alejamiento de la que sería la esfera de influencia del Dau al Set, presenta claras afinidades con los artistas de este grupo vanguardista catalán.
A partir del periodo parisiense su pintura tendió a fundir los motivos surrealistas con la abstracción informal, hasta llegar a dar total predominio a las aguas y manchas coloreadas que caracterizan su muy original aportación al expresionismo abstracto. Gracias a la particular técnica empleada con tintas de imprenta, las contorsiones plásticas de los colores y de las formas consiguen crear un espacio con etéreas y casi líquidas masas fluctuantes. Su obra, a la vez sutil e intensa, configura un mundo poético y misterioso, normalmente de colores fríos, de una poderosa originalidad cromática y formal.

## Biografía
Nace en Barcelona el 1 de abril de 1929. Su padre, Lluís Puig Barella, era profesor de dibujo y color en la Escuela del Trabajo de Barcelona, y pintor. La infancia de August Puig estuvo marcada por la Guerra Civil y la posterior condena a muerte de su tío, alto funcionario de la Generalitat republicana.
Se familiariza con los clásicos y con la música en el entorno familiar; donde, asimismo, descubre, aparte de a los grandes maestros de la pintura europea, a Amedeo Modigliani, a Pablo Picasso y a Joaquín Torres García; y donde encuentra la revista de arte De Aquí y de Allá. También visita frecuentemente el Museo de Arte Románico de Cataluña.
A los quince años, manifiesta su voluntad de dejar los estudios para dedicarse a la pintura. A través de su padre se relaciona con Joan Miró, Joan Brossa y Arnau Puig. El 1945 se matricula en el Instituto Francés de Barcelona, donde Pierre Vilar y Pierre Deffontaines le animarán en su carrera artística.
En 1946 y con Joan Ponç, Pere Tort y Francesc Boadella, participa en la exposición “Tres pintores y un escultor” presentada por J.V. Foix a Els Blaus de Sarriá. En esta mítica exposición vanguardista de la posguerra, el todavía adolescente August presenta las que han sido consideradas como primeras abstracciones de la Península.
Un año más tarde marcha a París con la primera beca que concede el Instituto Francés después de la Guerra Civil. “París era una fiesta y yo tenía dieciocho años”, escribe en sus memorias. Instalado en el Colegio de España de la Cité Universitaire, August se integra rápidamente en los círculos culturales de la ciudad. El 1948 participa en el Quatrième Salon de Mai y en la exposición Les Mains Éblouies. El año siguiente se presenta su primera exposición individual en el Colegio de España.
En Argel, invitado por la viuda del pintor impresionista Albert Marquet, realiza guaches de gran colorido. En Italia contrae matrimonio con la pintora suiza María Scotoni.
De regreso en París, expone en la Galerie Messages. Escribe Maria Lluïsa Borràs, crítica de arte barcelonesa, que Puig, en su evolución artística, “lucha por suprimir cualquier alusión a la figuración”.

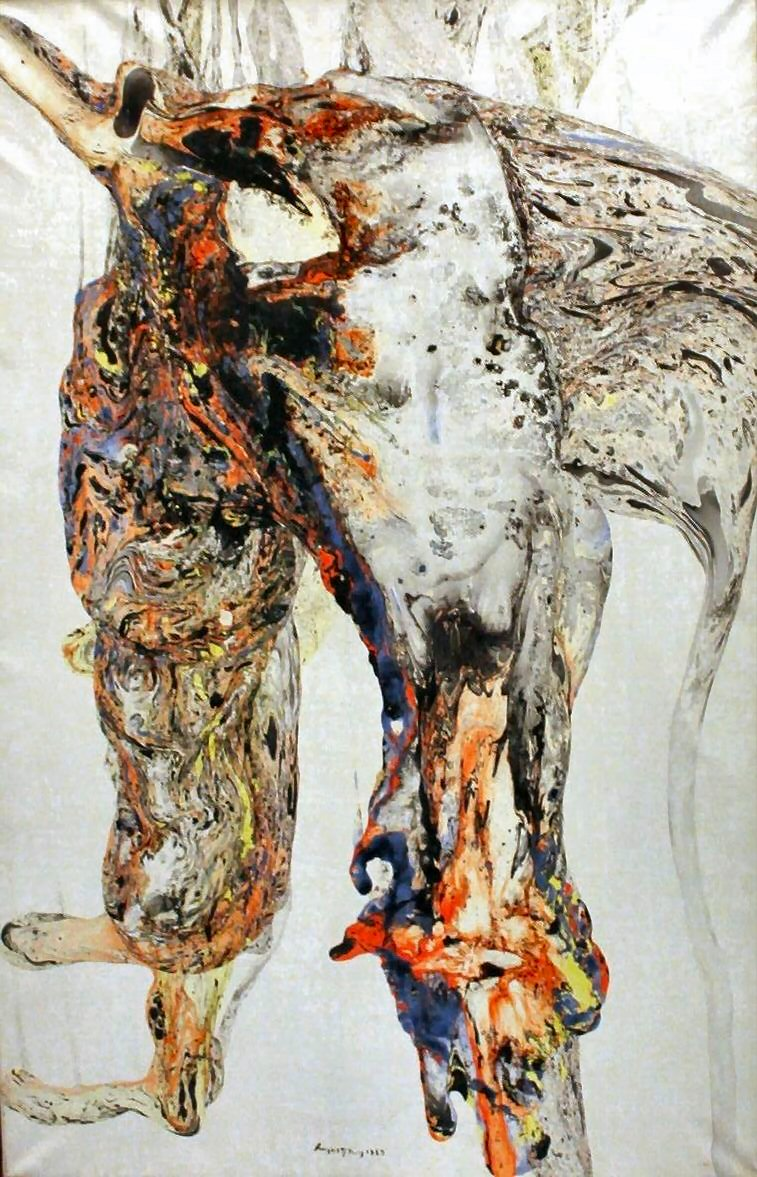
Metamorfosis cósmica, 1959. Óleo sobre tela, 100 cm x 64,5 cm.

En 1951, año en que nace su hijo Pau, entra a formar parte de la Galería de Simone Collinet donde se relaciona con componentes del grupo surrealista.
Un año más tarde, pasa una temporada en Ascona, Suiza. En Zúrich hace amistad con el crítico Max Eichenberger, quien le presenta a la galerista Hedwig Marbach. 
Tras la ruptura de su matrimonio regresa a París en 1953. Conoce a Ingrid Hellström, con la que se irá a vivir un año a Suecia. Pinta y realiza cerámica en Ystad. Expone en Estocolmo, Lund, Ystad y Göteborg.
La pareja se instala en Barcelona. El año 1954 se abre el que Cirlot llamará ‘periodo heroico’, que “corresponde a una etapa de alrededor de diez años en que forja su lenguaje definitivo, definido por el color puro, el chorreado –que domina como un virtuoso– y la obsesión por integrar el azar”.
En 1955 Puig viaja a Frankfurt, donde firma un contrato con Olaf Hudtwalcker y expone en su galería Frankfurter Kunstkabinett. La relación comercial con Hedwig Marbach se formaliza el año siguiente.
A pesar de que algunos críticos, como Alexandre Cirici Pellicer o el referido Juan Eduardo Cirlot, lo acogen favorablemente y que el vanguardista Club 49 le organiza una exposición individual, Puig se mantiene relativamente al margen del mundo del arte barcelonés. Los esfuerzos de promoción los concentra en el exterior. Seguramente contribuyó a su buena fortuna en los mercados internacionales –el artista vivió siempre exclusivamente de la pintura– el hecho de que su compañera dominara seis idiomas.
Al inicio de la década de los sesenta, Puig hace amistad con Joan Guinjoan y con él colaborará en la escenografía del Ballet de los Cinco Continentes estrenado en el Gran Teatro del Liceo el año 1968.
En 1962, Puig participa en la exposición colectiva Modern Spanish Painting, organizada por la Tate Gallery. Ese mismo año, la Cúpula Coliseum de Barcelona le dedica una exposición individual. Con todo, su primera exposición antológica la realiza en Alemania, en la Kestner-Gesellschaft de Hannover, en 1963.
Hacia la mitad de los años sesenta el pintor “consolida su lenguaje con lucidez. Aparecen composiciones de gran complejidad, que llama retablos o trípticos, a la vez que relaciona entre sí imágenes de diferentes composiciones”.
El 1964, la Frankfurter Kunstverein muestra su Tauromaquia. Ese mismo año, el Colegio de Arquitectos de Barcelona presenta el Retablo del Duende (in memoriam de Carmen Amaya). En 1967 Puig gana el premio Rainer III Prix International d’Art Contemporain del Principado de Mónaco. Hace amistad, en Cadaqués, con Marcel Duchamp y John Cage.
Su vena viajera continúa despierta. El año 1969 pasa su primera temporada en los EE. UU. En Nueva York reside en casa del pintor Gastón Orellana.
De nuevo en Europa, en 1970 muestra la serie Ebro 1938 (La pasión según Lucifer), en el Märkisches Museum de Witten, Alemania.
Cuatro años más tarde, Puig firma un contrato de exclusiva con el galerista barcelonés Manuel Barbié. Poco después, restaura una casa en la población ampurdanesa de Monells donde, más adelante, fijará su residencia habitual. Barbié da a conocer su obra por toda España. La exposición más significativa de esta nueva etapa es la que presenta en el Museo de Arte Contemporáneo de Ibiza.
En 1977 Puig representa a España con una exposición antológica, fuera de concurso, en la Bienal de São Paulo. La década acaba con otra antológica, esta vez en la galería Dau al Set.
“En los ochenta prosigue el trabajo por series (Serie Costa Brava) y profundiza en un lenguaje ya perfectamente consolidado en grandes formatos de gran impacto”. Fuera de España expone en la Galería Marbach de Berna, en Heppenheim (Alemania) y en la Galería Bulowska de Malmö. En Suecia firma un contrato con la Galería G de Helsingborg. 
En Monells, en el entorno del artista, se ha formado una comunidad internacional de "músicos, pintores, escritores, escultores, arquitectos, grafistas, marchantes o simplemente curiosos, diletantes del arte y la cultura."
El 1983 realiza la exposición itinerante Máscaras (con fotos de Francesc Català Roca), en homenaje a Charlie Rivel La segunda mitad de la década de los ochenta es de trabajo intenso en su taller de Monells en combinación con viajes frecuentes. Participa en una serie de exposiciones colectivas como, por ejemplo, Arte Español en Nueva York 1959-1970, Colección Amos Cahan, en la Fundación Juan March de Madrid o 17 Pintores Catalanes y la Revolución Francesa organizada por el Instituto Francés.

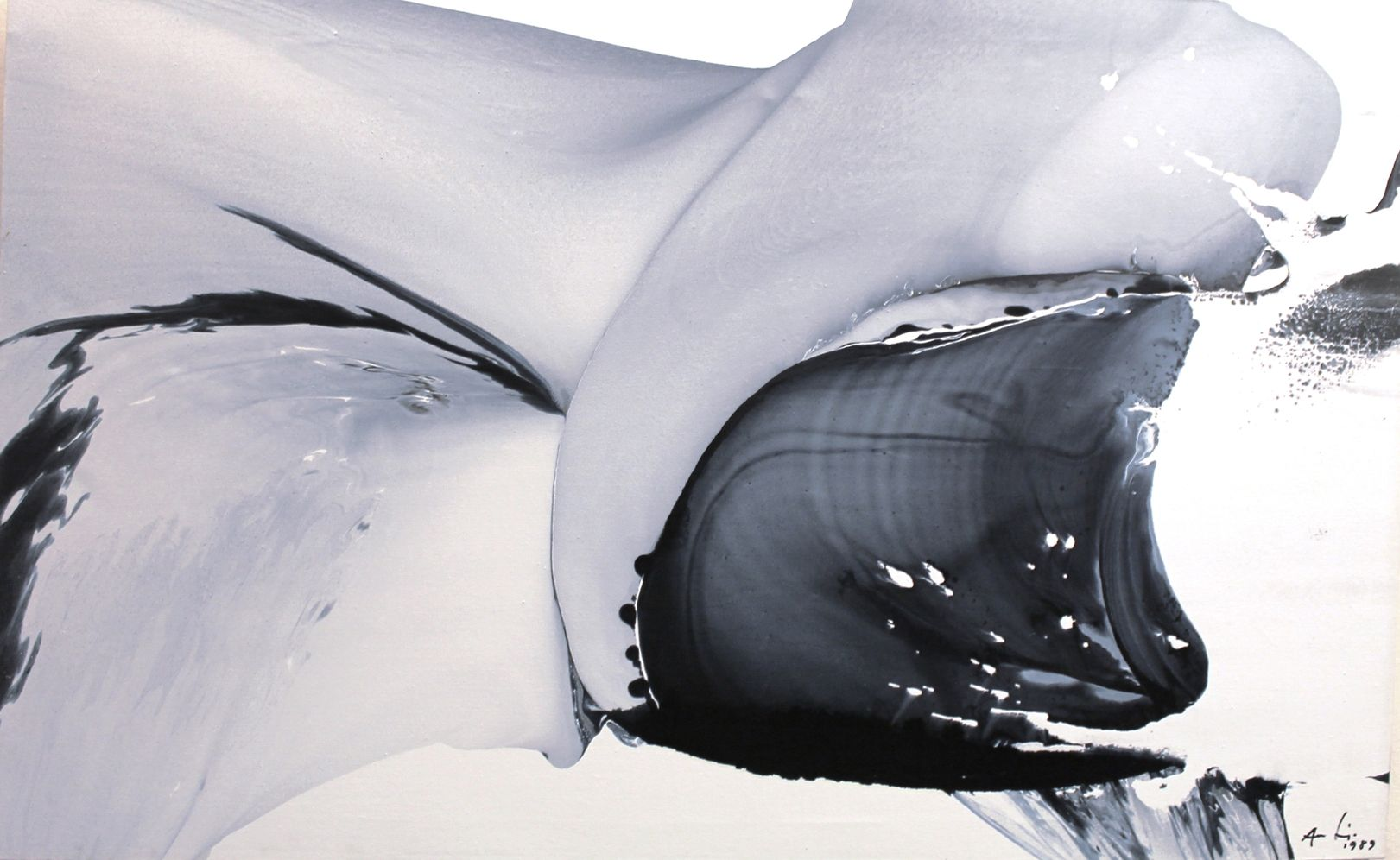
Sin título, 1989. Óleo sobre tela, 119 cm x 170 cm.

En contraste con la década anterior, “en los años noventa, prefiere el pequeño formato y trabaja en óleo sobre papel en unas composiciones de gran alcance emotivo y poético”.
En 1990, el Museo de l'Empordà de Figueres le dedica la exposición monográfica August Puig, los años de París 1947-1953. El año siguiente el pintor publica sus memorias.
Además de las exposiciones individuales, Puig sigue participando en colectivas en el Centro Atlántico de Arte Moderno de las Palmas de Gran Canaria, en el Centro Cultural de la Fundación la Caja o en el Corum de Montpellier, entre otros.
Cuando todavía no se había cumplido un año de su fallecimiento, la Generalidad de Cataluña organizó una muestra institucional del artista en el Centro de Arte de Santa Mónica. Un año más tarde, el Museo del Ampurdán presentó una antológica. En 2008 August Puig fue objeto de un homenaje especial en la II Feria MarbArt de Marbella y la Sala Parés de Barcelona mostró una retrospectiva.
La Casa de Cultura de Gerona exhibió el año siguiente una selección de sus “grandes formatos”. El 2010 apareció el libro August Puig, Obra gráfica. En 2014 el Museo Gustavo de Maeztu de Estella le dedicó la exposición “August Puig 1929-1999. La fuerza del Color”. Desde la desaparición del artista, la obra de Puig ha estado presente en varias exposiciones colectivas sobre el informalismo catalán.

## Galería

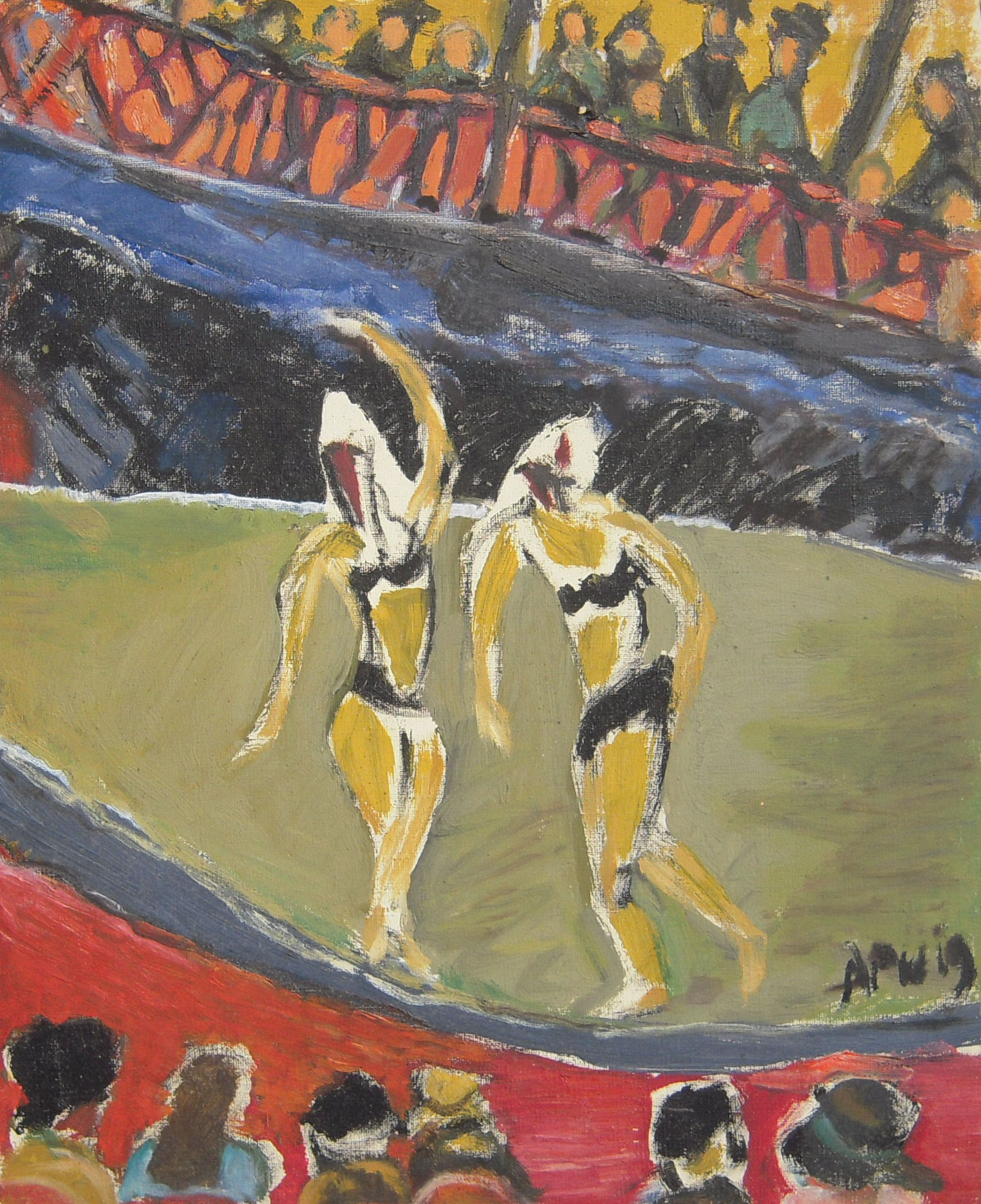
Le Circ, 1945. Óleo sobre tela, 46,5 x 37,5 cm.
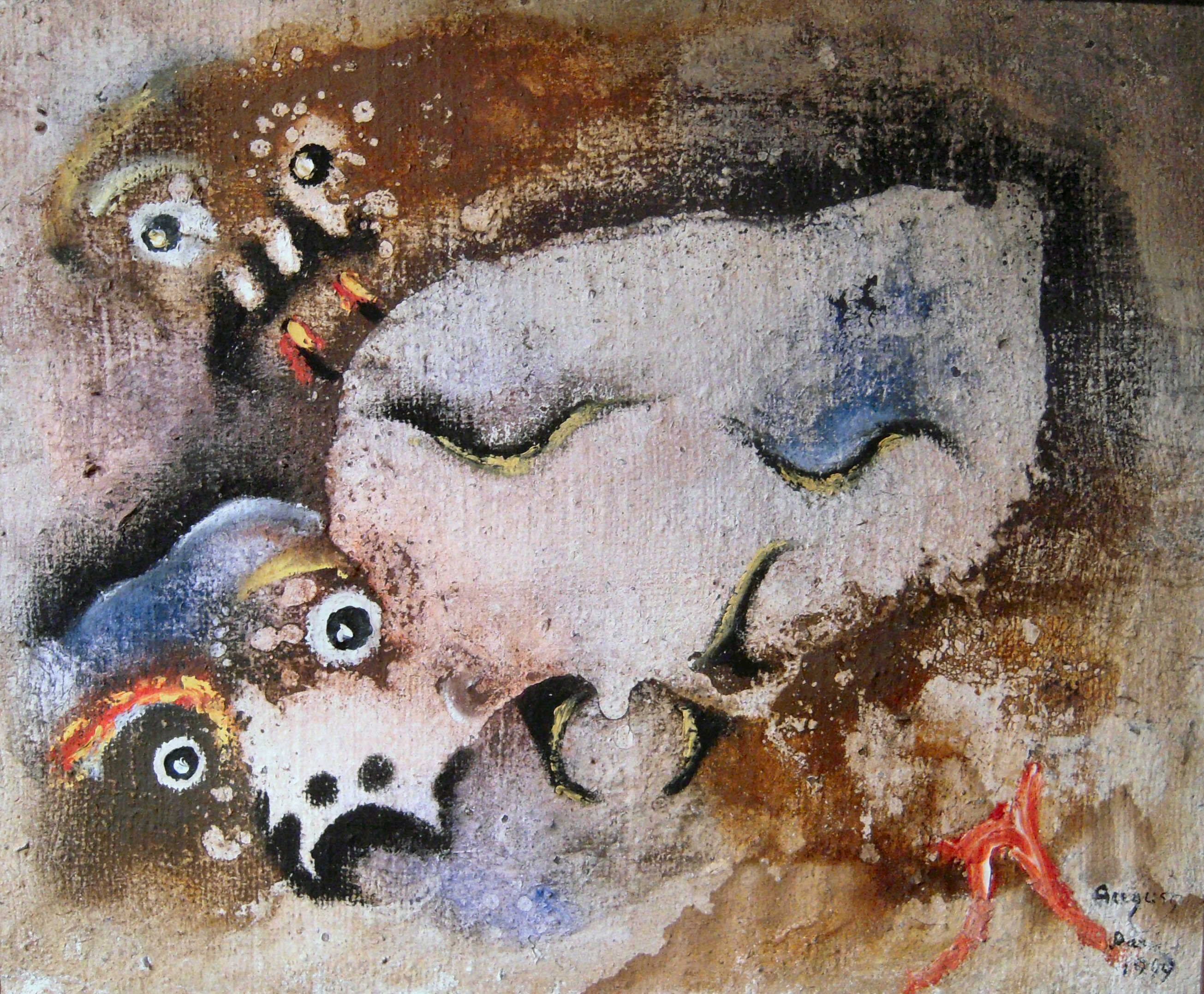
Les yeux fermés. París, 1948. Óleo sobre tela.
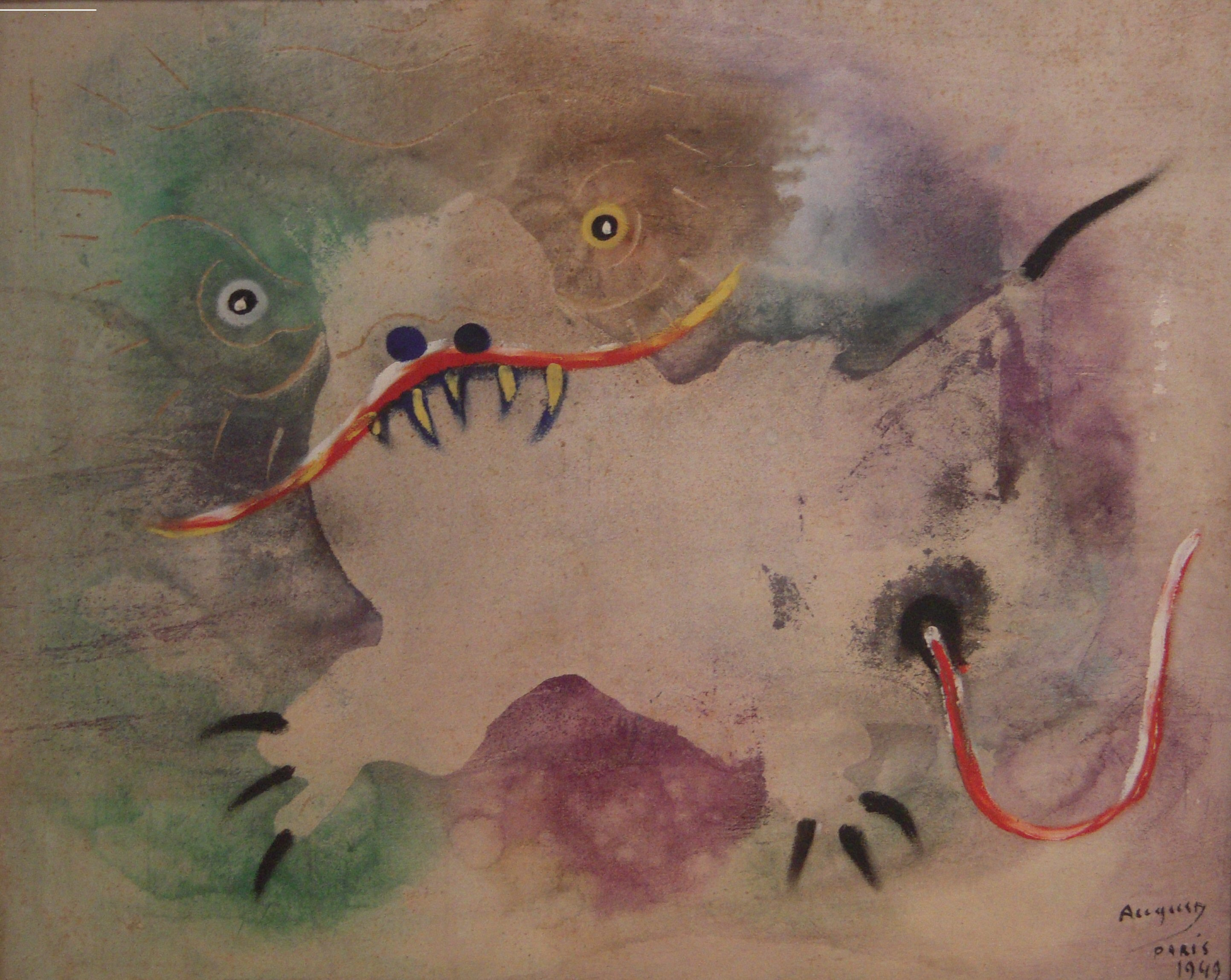
Le chien mécanique, 1949. Óleo sobre tablero, 60 × 73 cm.
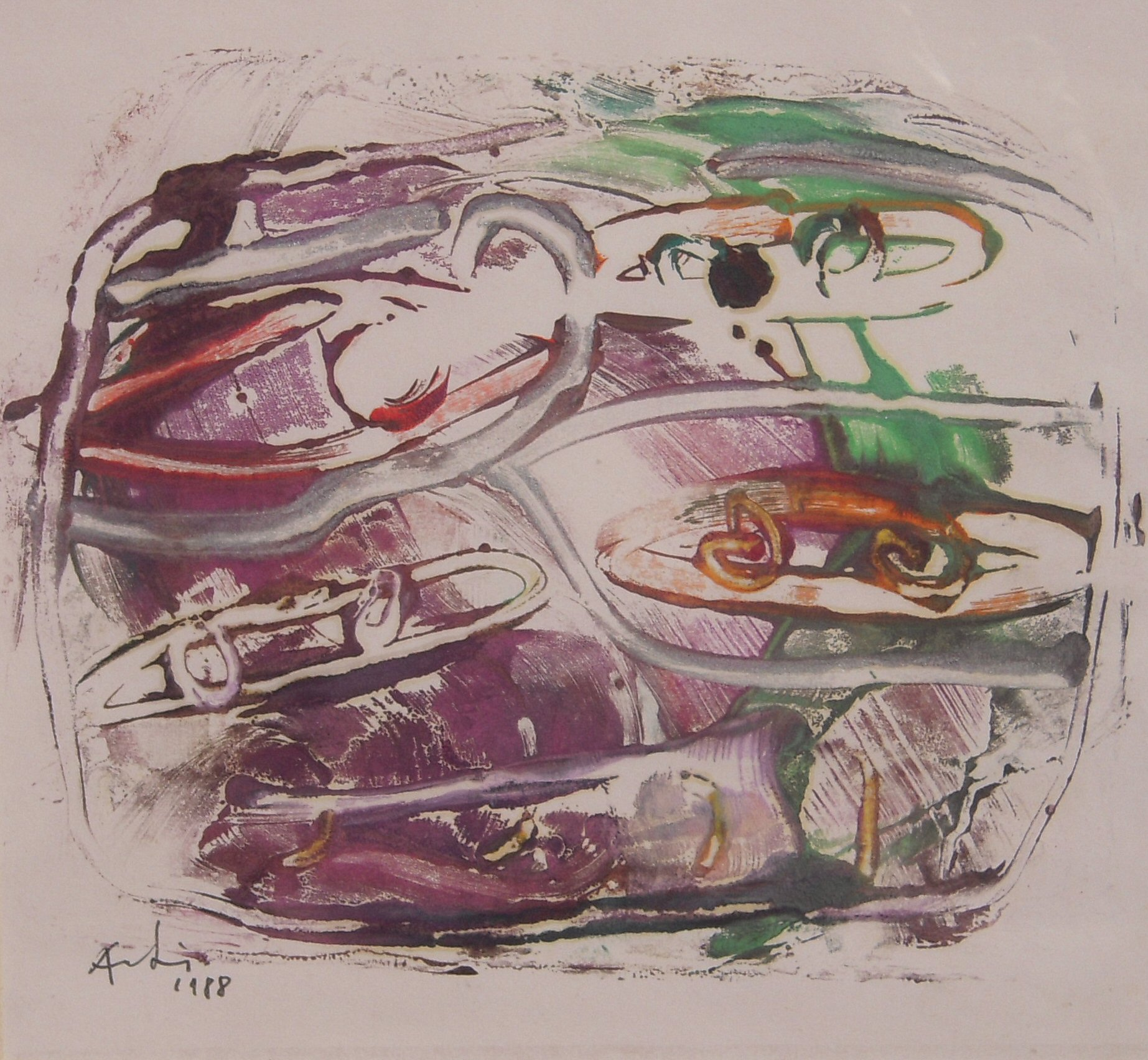
Sin título, 1988. Cera sobre papel, 22 x 22 cm.
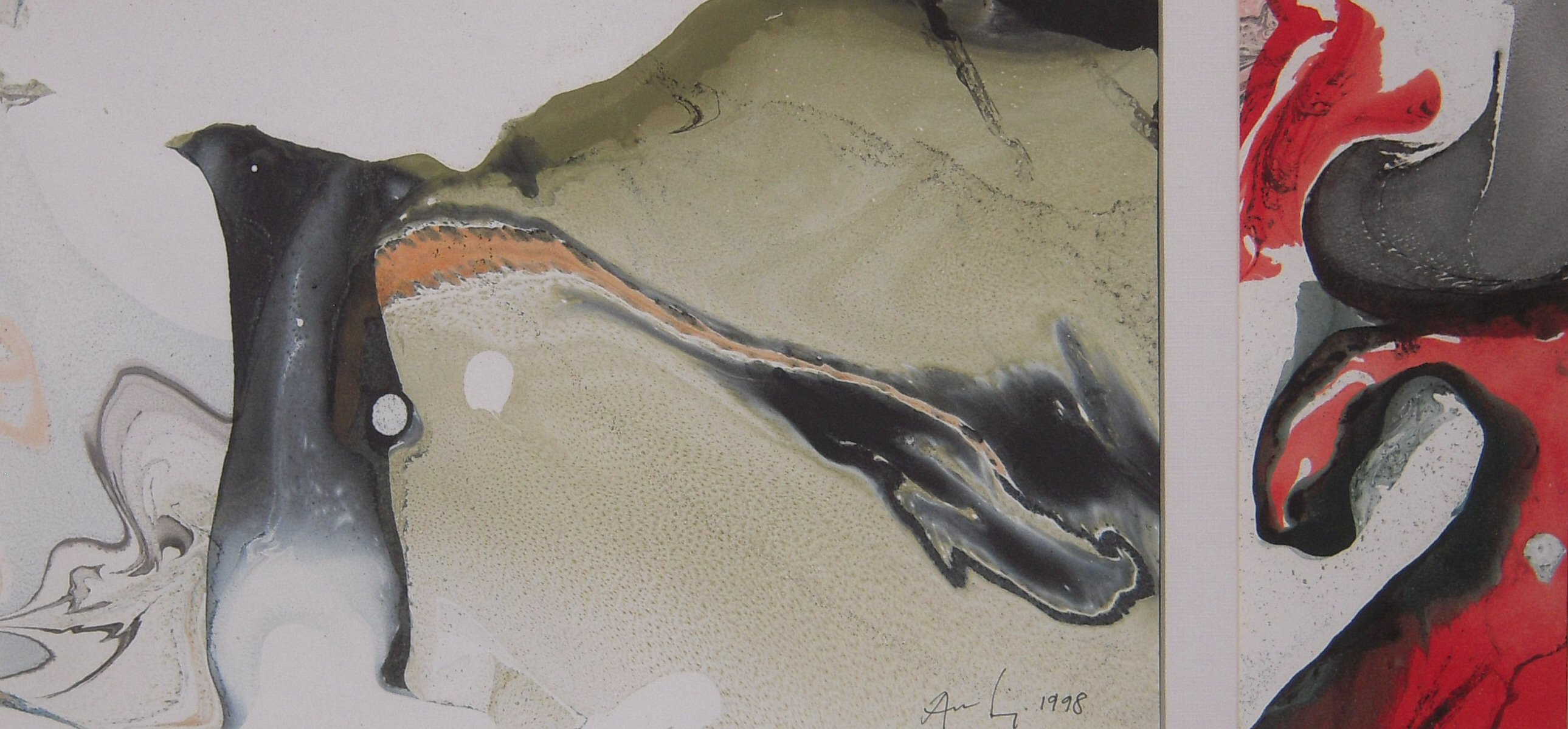
Paraíso Satánico, 1998. Óleo sobre papel, 26 cm x 52 cm.